# 4081-es busz
A 4081-es jelzésű autóbuszvonal (Berente) –) Kazincbarcika, Rudabánya, a Jósvafő-Aggtelek vasútállomás és Jósvafő (– Aggtelek) között húzódik, amelyet a MÁV Személyszállítási Zrt. üzemeltet.

## Útvonala
A Borsod-Abaúj-Zemplén megyei Kazincbarcika kisebbik buszállomásáról, az egykori Borsodi Vegyi Kombinát (ma BorsodChem) mellett elhelyezkedő Szent Flórián térről indul. Útját a 26-os főút bánrévei szakaszára hajtva kezdi el, de hamar távozik, hiszen Kazincbarcikát Múcsony irányába, a Miskolc–Bánréve–Ózd-vasútvonal keresztezése után el is hagyja.
A 2606-os mellékút áthalad a Sajó folyón, később a 2023 decemberében átadott Sajószentpéter és Berente települések elkerülőútjaként szolgáló 260-as főút becsatlakozik a köznyelvben Szelesaknaként nevezett területre. Ily módon ér be első községébe, Múcsonyba, ahol a Bartók Béla úton közlekedik Alberttelep nevezetű felébe. Átérve a vele összenőtt Szuhakállóra a Szuha-pataktól távozik és a Felsőnyárádra irányuló buszoktól is. Bányaszati eredetű tavak mentén, a szuhakállói kettes akna melletti kisebb tavakat körbeövezi, a Kazincbarcika–Rudabánya-vasútvonal községei mentén Izsó Miklós szülőhelye, Izsófalva következik, melyet szintén déli-északi irányban szel át, csak úgy mint a vele szomszédos Ormosbányát is az Ormos-patak medre körül. Kolostanyát elhagyva az első hosszabb, emberlakta nélküli terület következik, mely az Északmagyarországi Regionális Vízművek egyik vízátemelőtelepét, az Erdőszállás Vendégházat foglalja magába, a vonal 15. kilométerén ér a térség egyik kisvárosába, valamint annak választóvonalára, Rudabányára. A járatok az egykori állomása, valamint jelenleg is üzemelő bányászattörténeti múzeuma mellett mennek el, de a Rudabányán kiemelten magas vasércbányászati munkát (melynek emlékét a Rudabányai bányató a rudabányait ásvány és más maradvány őrzi) végző személyek szállást adó helye tövéhez, a központi fürdő nevet viselő megállóba csak kettő járat tesz kitérést, különben a 95-ös vasútvonal hídján, a városi focipálya, valamint Szendrő irányába megy tovább.
Rudabányától északkeletre fekszik, a település és Felsőtelekes közigazgatási határán a Rudabányai bányató. Tömegközlekedéssel a megközelítése nemigen egyszerű, legközelebb hozzá a Rudabánya, kápolna megálló található, mely még így is 1,5 és 2 kilométerre van a vízparttól, a Rudapithecus Látványtárhoz pedig több, mint 3 kilométert kell sétálni; ezen felül 4081-es busz meg sem áll itt. A Rudabányai-hegység kanyarulatai között, a Szuhogyi-patak nyomán Szuhogyot szolgálja ki, aztán a szocializmusban terjedő termelőszövetkezek nyomai mellett a 2611-es mellékút és a busz is kihajt a községből egy lankásabb tájon. Külső ipari telepek, egy egyenletes lejtő és a Sajóecseg–Hídvégardó-vasútvonal jelzi a Szendrőbe érkeztét. A 2025. április 1-jén életbelépett menetrendi-módosítások értelmében reggelente iskolai napokat kivéve járat megy be a szendrői vasútállomásra. Az egész régiót hosszában behálózó Bódva folyón át kikanyarodik a 27-es főút országhatár felé tartó oldalára, Szendrő központját hamarosan eléri.
A továbbiakban a 94-es vasútvonallal és a Bódvával párhuzamos, az Alsó-Bódva-völgyre a síkság és a több vízfolyam a jellemző, valamint egyre közeledik a szegényebb közegekbe, melyek környezetileg annál szebbek. Csehipuszta után Szalonnát keresztezi, az ehhez közeli Rakaca-víztározótól távolodni kezd, mint ahogy a falu kisebb-nagyobb pontjaitól is. A szalonnai állomás megállóját nem érinti, az ahhoz legközelebbi pont a Kossuth utca 57. szám alatt található. Perkupa községbe az erdőhöz közeli pontokon át és a szőlősardói elágazón túl jut el, az alig 800 lelkes faluban csak egy helyen áll meg. A tőle nyílegyenesen és 2 percre fekvő Jósvafő-Aggtelek vasútállomás a vonal felezőpontjaként szolgál, attól független, hogy névadó települései és közte jócskán nincs semmiféle kapcsolat.
A Ménes-patak közelében letér a 27-es főútról az Aggteleki-karszt több nevezetességgel bíró falva felé. Ebben az elágazásban az esetek többségében érinti Szögliget települést, ahonnan az egykori Szádvár romjai, és egy észak-Magyarországi kihalt falu, Derenk érhető el, ami szintén határos a közeli Szlovákiával. A középkori erődítmény és a mai emlékhely nem érhető el autóbusszal, mindössze csak a zsákfalu központja. Következőnek Szin községet nyugati irányban szeli át, mint ahogy a vele szomszédos Szinpetrit is. Előbbiből Szelcepuszta, utóbbiból a mára már tömegközlekedéssel nem rendelkező Tornakápolna közelíthető meg; Szinpetrin található a világ legnagyobb könyve a helyi vízimalomban. Tovább az Aggteleki Nemzeti Park területén, az erre jellemző vízfolyásos, sziklás, erdős szakaszokon át Jósvafőre érkezik, a környék egyik legtöbb látnivalójával rendelkező településére. Jósvafőről eljutás biztosított közvetlenül Miskolcra (3704), Szendrőn és Edelényen át, valamint Budapestre is, napjában egyszer Kazincbarcikán és Egeren (1054), hétvégén egyszer Ózdon, Pétervásárán és Bátonyterenyén át (1034), többekközött munkanapokon eljutás lehetséges Putnokról is (4140) ide. Itt ered a Jósva-patak, az erdő mélyén itt bújik meg a jósvafői Tengerszem, a Hucul-ménes, a Baradla-barlang jósvafői bejárata, illetve számtalan más természeti érték is, de a 4081-es buszok legtöbbjének útja itt ér véget.
Iskolai napokon egy járat a Vörös-tó mentén továbbközlekedik Aggtelekre, mely a Baradla-barlang aggteleki bejáratánál végállomásozik, a Pelsőc felé vezető úton.

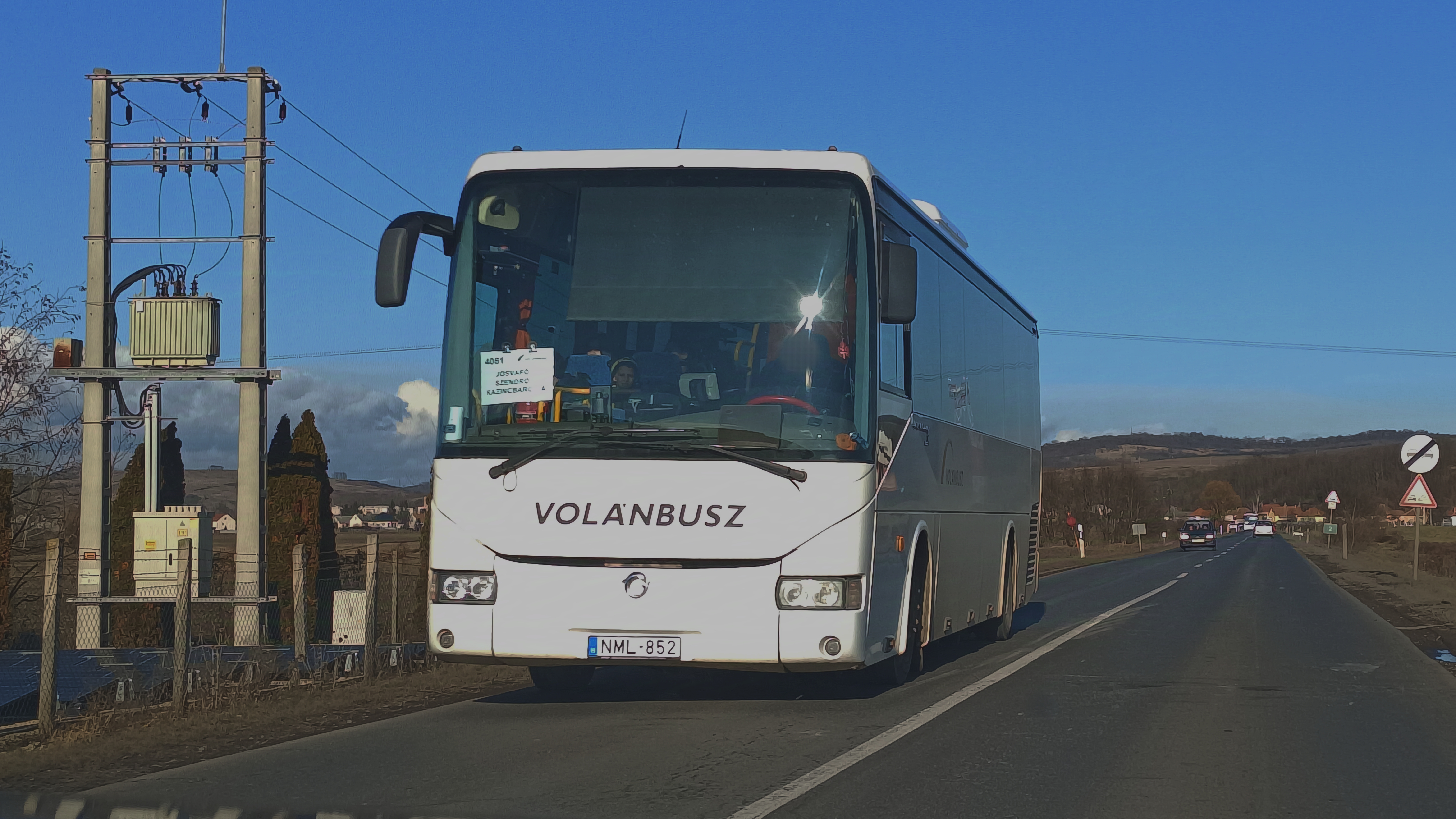
Műszakváltásra igyekszik Múcsony felől. Háttérben egy másik műszakos busz

Ellentétes irányban kettő alkalommal az egykor meghatározó szerepeket betöltő, mára már inkább régről megmaradt szokásként a berentei bányagépjavító üzemig közlekednek autóbuszok.

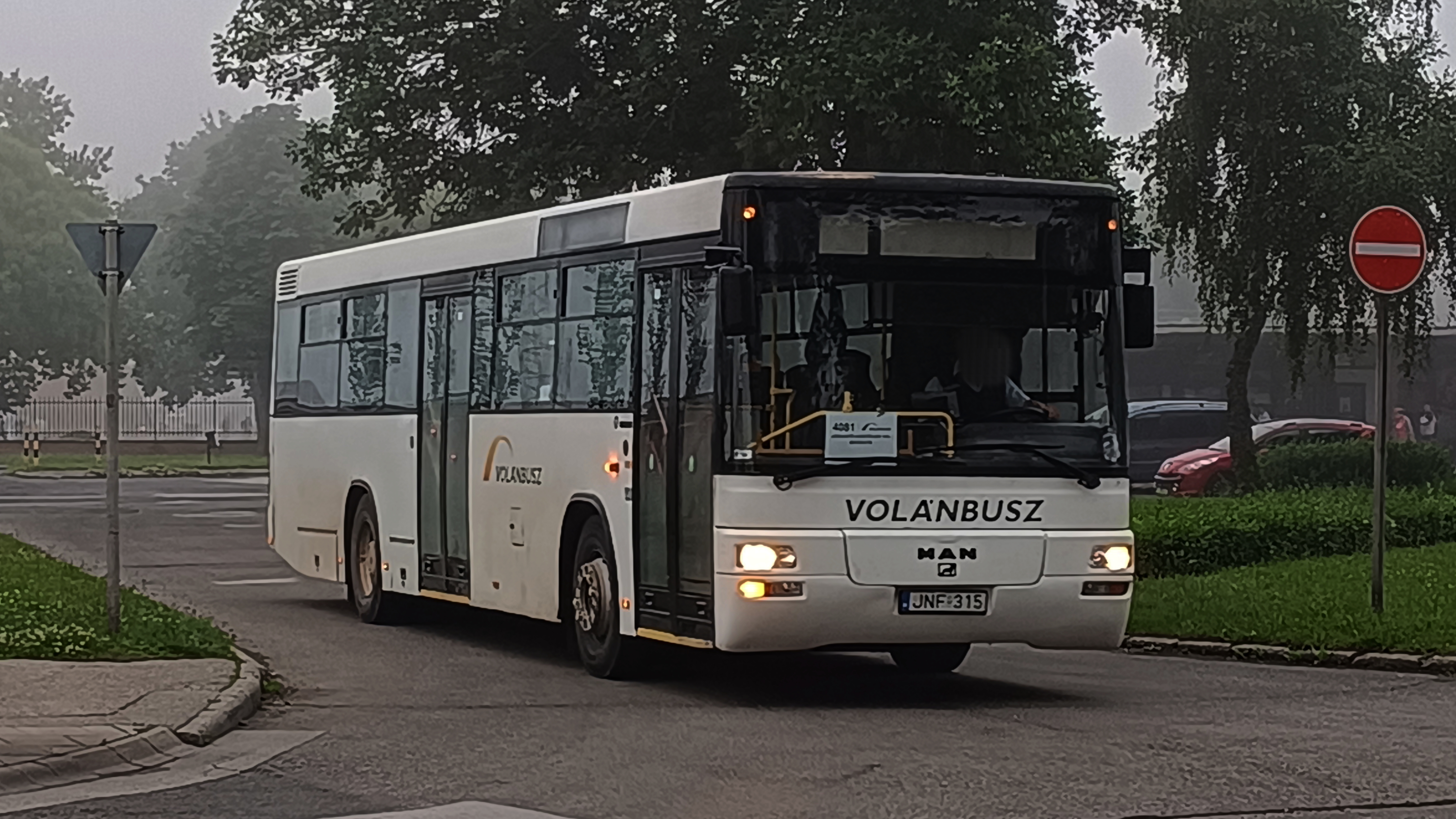
A 4081-es vonalon MAN is megfordult egy időben

## Közlekedése
Indításai minden nap történnek, minden nap 4 járatpárral közlekedik. Kazincbarcikáról valójában Jósvafőig és ellentétes irányban is átszállásmentes az utazás, de az idők folyamán kettő különböző járatként jelennek meg a bőven 50 kilométer feletti indítások.
A "Bányagép"-ként emlegetett berentei egység csak egy volt a szocializmusban meglevő Borsodi Hőerőműn és a Borsodi Vegyi Kombináton kívül, a régió majd minden részéből járatok indultak innen és érkeztek ide műszakváltás idejében. Egyike a 4081-es buszvonal, mely Szendrőre, Jósvafőre és Aggtelekre településekre nyújt eljutást.
A környék nagyrészét behálózó buszvonal 3 jelentős szakaszból épül fel. Kazincbarcika és Rudabánya között a 4080-as , Rudabánya és Szendrő között a 4120-as, a Jósvafő-Aggtelek vasútállomás és Aggtelek között a 4125-ös buszokkal közlekedik egy útvonalon. Berente és Kazincbarcika, valamint Szendrő és Perkupa között nincs fő járat. A 4081-es busz "ikertestvére" a 4084-es busz, mely Kazincbarcika belvárosából indul, a Szent Flórián tértől viszont teljesen azonos úton közlekedik.

### Törzsjárművei
A távoli tájakra közlekedő, hajdanán munkásjáratként induló autóbuszok mindegyike szóló. A mai vidék törzsjárművei, a Credo Econell 12-es szólók szolgálnak szinte minden egyes alkalommal, azonban változatos a regionális forgalomra szánt buszok előfordulása itt is. Például kicsi paraméterekkel rendelkező Credo EN 9,5-es busz, kazincbarcikai telephelyes Inovell 12 távolsági kocsi, ARC típusú gépek is pótoltak már akár Iveco buszt is. Emellett itt is ingáznak Alfabuszok, valamint ritkán Volvo 8900-asok is látogatást tesznek, mindössze a véletlen műve által.
- az NML-852 rendszámú Irisbus Crossway,
- a PIG-492 rendszámú Credo Econell 12,
- az RTR-837 rendszámú Credo Econell 12,
- az RTR-838 rendszámú Credo Econell 12 autóbuszok.

### Csatlakozást biztosít
- Kazincbarcika, Szent Flórián téren – Miskolc felé/felől autóbuszra ( 3765)
- Jósvafő-Aggtelek vasútállomáson – Miskolc és Tornanádaska felé/felől vonatra (Sajóecseg–Hídvégardó-vasútvonal).

| Viszonylat                                              | Indításszám     | Közlekedési rend          |
| ------------------------------------------------------- | --------------- | ------------------------- |
| Berente, Bányagépjavító üzem ⭠ Jósvafő-Aggtelek vá.     | 2 vissza        | munkanapokon              |
| Berente, Bányagépjavító üzem ⭠ Jósvafő-Aggtelek vá.     | 1 vissza        | hétvégén                  |
| Kazincbarcika, Szent Flórián tér – Jósvafő-Aggtelek vá. | 2 pár           | munkanapokon              |
| Kazincbarcika, Szent Flórián tér – Jósvafő-Aggtelek vá. | 3 pár           | hétvégén                  |
| Jósvafő-Aggtelek vá. – Jósvafő, aut. vt.                | 3 oda, 4 vissza | tanítási napokon          |
| Jósvafő-Aggtelek vá. – Jósvafő, aut. vt.                | 4 pár           | tanszünetben munkanapokon |
| Jósvafő-Aggtelek vá. – Jósvafő, aut. vt.                | 4 pár           | hétvégén                  |
| Jósvafő-Aggtelek vá. ➝ Aggtelek, Baradla-barlang        | 1 oda           | tanítási napokon          |

## Megállóhelyei
| Munkanapokon 2; hétvégén 1 járat által érintett.                                                               |                                                                          |         | |
| ∫ | Berente, Bányagépjavító üzem végállomás                                  | ∫       | 3756, 3763, 3764, 3765, 3770, 3773, 4045, 4046, 4048, 4049, 4050, 4052, 4061, 4062, 4063, 4067, 4070, 4075, 4082 |
| ∫ | Berente, PVC gyár bejárati út                                            | ∫       | 1369, 1384, 1410, 1411 3756, 3763, 3764, 3765, 3766, 3767, 3769, 3770, 3773, 4045, 4046, 4047, 4048, 4050, 4052, 4058, 4061, 4062, 4063, 4067, 4070, 4075, 4082                                                                                           |
| ∫ | Kazincbarcika, BorsodChem IV. kapu                                       | ∫       | 1369, 1384 3756, 3763, 3764, 3765, 3770, 3773, 4045, 4046, 4047, 4048, 4050, 4052, 4058, 4061, 4062, 4063, 4067, 4070, 4075, 4082 |
| ∫ | Kazincbarcika, Volán-telep                                               | ∫       | 3756, 3763, 3764, 3765, 3770, 3773, 4045, 4046, 4047, 4048, 4050, 4052, 4058, 4061, 4062, 4063, 4067, 4070, 4075, 4082 |
| 0 | Kazincbarcika, Szent Flórián tér autóbusz-váróterem vonalközi végállomás | 0.0 km  | 1054, 1369, 1384, 1410, 1411 3756, 3763, 3764, 3765, 3766, 3767, 3769, 3770, 3772, 3773, 4040, 4041, 4043, 4044, 4045, 4046, 4047, 4048, 4050, 4052, 4058, 4059, 4061, 4062, 4063, 4065, 4066, 4067, 4069, 4070, 4075, 4079, 4080, 4082, 4083, 4084, 4194 |
| 1 | Kazincbarcika, VGV telep                                                 | 0.6 km  | 3769, 3772, 4040, 4041, 4043, 4044, 4069, 4070, 4075, 4078, 4079, 4080, 4082, 4083, 4084 személyvonat – Kazincbarcika alsó (92) |
| 2 | Szeles IV. akna                                                          | 2.3 km  | 3772, 4040, 4041, 4043, 4044, 4069, 4070, 4075, 4078, 4079, 4080, 4082, 4083, 4084 |
| 3 | Múcsony, kazincbarcikai elágazás                                         | 3.7 km  | 3769, 3772, 4040, 4041, 4043, 4044, 4069, 4070, 4075, 4078, 4079, 4080, 4082, 4083, 4084 |
| 4 | Múcsony (Alberttelep), kultúrház                                         | 4.6 km  | 3769, 3774, 4069, 4070, 4075, 4078, 4079, 4080, 4082, 4083, 4084, 4095 |
| 5 | Szuhakálló, ormosi elágazás                                              | 4.9 km  | 3769, 4080, 4082, 4083, 4084, 4095 |
| 6 | II. akna bejárati út                                                     | 5.5 km  | 3769, 4080, 4082, 4083, 4084, 4095 |
| 7 | Izsófalva, kurityáni elágazás                                            | 6.9 km  | 3769, 4080, 4082, 4083, 4084, 4095 |
| 8 | Izsófalva, községháza                                                    | 7.4 km  | 3769, 4080, 4082, 4083, 4084, 4095 |
| 9 | Izsófalva, szakkórház                                                    | 8.5 km  | 3769, 4080, 4082, 4083, 4084, 4095 |
| 10 | Ormosbánya, sporttelep                                                   | 9.8 km  | 3769, 4080, 4082, 4083, 4084, 4095 |
| 11 | Ormosbánya, iskola                                                       | 10.3 km | 3769, 4080, 4082, 4083, 4084, 4095 |
| 12 | Ormosbánya, Bányász utca 28.                                             | 11.2 km | 3769, 4080, 4082, 4083, 4084, 4095 |
| 13 | Kolostanya                                                               | 12.0 km | 4080, 4082, 4083, 4084, 4095 |
| 14 | BRV II/2 vízátemelőtelep                                                 | 12.8 km | 4080, 4082, 4083, 4084, 4095 |
| 15 | Erdőszállás                                                              | 13.5 km | 4080, 4082, 4083, 4084, 4095 |
| 16 | Rudabánya vasútállomás, bejárati út                                      | 15.0 km | 3769, 4080, 4082, 4083, 4084, 4095 |
| Naponta 2 járat által érintett.                                                                                |                                                                          |         | |
| ∫ | Rudabánya, központi fürdő                                                | ∫       | 3769, 4080, 4082, 4083, 4084, 4095, 4108, 4120 |
| 17 | Rudabánya, ormosi elágazás                                               | 15.4 km | 4082, 4083, 4084, 4120 |
| 18 | Szuhogy, József Attila utca 87.                                          | 19.8 km | 4082, 4083, 4084, 4120 |
| 19 | Szuhogy, italbolt                                                        | 20.4 km | 4082, 4083, 4084, 4120 |
| 20 | Szuhogy, tsz-major                                                       | 21.5 km | 4082, 4083, 4084, 4120 |
| 21 | Szendrő, alumíniumgyár                                                   | 24.2 km | 4082, 4083, 4084, 4120 |
| 22 | Szendrő vasútállomás, bejárati út                                        | 24.7 km | 4082, 4083, 4084, 4120 |
| Tanszünetben munkanapokon 1; hétvégén 1 járat által érintett.                                                  |                                                                          |         | |
| ∫ | Szendrő vasútállomás                                                     | ∫       | 4083, 4120 személyvonat – Szendrő (94) |
| 22 | Szendrő vasútállomás, bejárati út                                        | 24.7 km | 4082, 4083, 4084, 4120 |
| 23 | Szendrő, galvácsi elágazás                                               | 25.6 km | 3703, 3704, 3707, 3708, 3709, 3775, 3793, 4041, 4082, 4083, 4084, 4092, 4093, 4120 |
| 24 | Szendrő, Fő tér                                                          | 26.0 km | 3703, 3704, 3707, 3708, 3709, 3775, 3793, 4041, 4082, 4083, 4084, 4092, 4093, 4120 |
| 25 | Szendrő, mezőgazdasági telep                                             | 27.6 km | 3704, 3707, 3708, 3709, 3775, 4041, 4082, 4083, 4084 |
| 26 | Csehipuszta                                                              | 28.8 km | 3704, 3707, 3708, 3709, 3775, 4041, 4082, 4083, 4084 |
| 27 | Szalonna, bolt                                                           | 31.3 km | 3703, 3704, 3707, 3708, 3709, 3775, 4041, 4082, 4083, 4084, 4121 |
| 28 | Szalonna, Kossuth utca 57.                                               | 32.3 km | 3703, 3704, 3707, 3709, 4082, 4084, 4121 |
| 29 | Perkupa, községháza                                                      | 36.3 km | 3703, 3704, 3707, 4084, 4108, 4123, 4132 személyvonat – Perkupa (94) |
| 30 | Jósvafő-Aggtelek vasútállomás vonalközi végállomás                       | 38.4 km | 3703, 3704, 3707, 4125, 4136 személyvonat – Jósvafő-Aggtelek (94) |
| 31 | Szögligeti elágazás                                                      | 39.6 km | 3703, 3704, 3707, 4125, 4136 |
| Tanítási napokon 6; tanszünetben munkanapokon 5; szabadnapokon 5; munkaszüneti napokon 6 járat által érintett. |                                                                          |         | |
| ∫ | Szögliget, Kossuth utca 103.                                             | ∫       | 3707, 4125, 4136 |
| ∫ | Szögliget, autóbusz-forduló                                              | ∫       | 3707, 4125, 4136 |
| ∫ | Szögliget, Kossuth utca 103.                                             | ∫       | 3707, 4125, 4136 |
| 31 | Szögligeti elágazás                                                      | 39.6 km | 3703, 3704, 3707, 4125, 4136 |
| 32 | Szin, orvosi rendelő                                                     | 41.2 km | 3704, 4125 |
| 33 | Szin, erdőgazdaság                                                       | 41.7 km | 3704, 4125 |
| 34 | Szin, kápolna                                                            | 42.3 km | 3704, 4125 |
| 35 | Szinpetri, Ady Endre utca                                                | 44.3 km | 3704, 4125 |
| 36 | Szinpetri, autóbusz-váróterem                                            | 44.8 km | 3704, 4125 |
| 37 | Jósvafő, Petőfi utca 8.                                                  | 50.2 km | 3704, 4125 |
| 38 | Jósvafő, autóbusz-váróterem vonalközi végállomás                         | 50.7 km | 1034, 1054 3704, 4125 |
| 39 | Jósvafő, szálló bejárati út                                              | 51.4 km | 4125 |
| 40 | Vörös-tó, barlang bejárati út                                            | 53.5 km | 1034, 1054 4125 |
| 41 | Aggtelek, autóbusz-váróterem                                             | 56.5 km | 1034, 1054 4075, 4078, 4104, 4125, 4140 |
| 42 | Aggtelek, iskola                                                         | 56.8 km | 4079, 4125 |
| 43 | Aggtelek, Kossuth utca barlang bejárati út                               | 57.1 km | 1034, 1054 4075, 4078, 4079, 4104, 4125, 4140 |
| 44 | Aggtelek, Baradla-barlang végállomás                                     | 57.7 km | 1034, 1054 4125 |